# 니컬러스 터투로
니컬러스 터투로 주니어(영어: Nicholas Turturro, Jr., 1962년 1월 29일 ~ )는 미국의 배우이다. 수사 드라마 《뉴욕경찰 24시》의 제임스 마티네즈 형사 역으로 유명하다. 형 존 터투로도 배우이다.

## 출연 작품

### 영화
- 똑바로 살아라 (1989)
- 모베터 블루스 (1990)
- 정글 피버 (1991)
- 맥 (1992, Mac)
- 애꾸눈 지미를 찾아서 (1994, The Search for One-eye Jimmy)
- FBI 기동 타격대 8 (1995, In the Line of Duty: Hunt for Justice)
- 트렁크 속의 연인들 (1997, Excess Baggage)
- 샤도우 프로그램 (1997)
- 위트니스 맙 (1998, Witness to the Mob)
- Mercenary II: Thick & Thin (1998)
- 헬레이저 5 (2000)
- The Shipment (2001)
- 방학 대소동 - 여름방학 구출작전 (2001)
- The Hillside Strangler (2004)
- The Hollow (2004)
- 쓰리 와이즈 가이즈 (2005, Three Wise Guys)
- 롱기스트 야드 (2005)
- Trapped! (2006)
- 월드 트레이드 센터 (2006)
- 척 앤 래리 (2007)
- Remembering Phil (2008)
- 퍼스트 선데이 (2008, First Sunday)
- The Deported (2009)
- Street Boss (2009)
- 테이커스 (2010)
- Shoot the Hero! (2010)
- Fancypants (2011)
- 슈퍼 사이클론 스톰 (2012, Super Cyclone)
- 폴 블라트: 몰 캅 2 (2015)
- 로스트 아이덴티티 (2015, Subterranea)
- 저스티스 리그 다크 (2017) - 애니메이션
- The Eyes (2017)
- 블랙클랜스맨 (2018)

### 텔레비전
- 뉴욕경찰 24시 (1993-2000)
- 우리 생애 나날들 (2008)
- 블루 블러드 (2010-16)